# Conchi Paredes
María Concepción Paredes Tamayo (Palencia, 19 de julio de 1970-22 de junio de 2019), conocida como Conchi Paredes, fue una atleta española especializada en el triple salto. Fue diecisiete veces campeona de España de triple salto. Representó a España en los Juegos Olímpicos de verano de 1996, así como en tres campeonatos mundiales al aire libre y cuatro en pista cubierta. Está considerada como la primera gran estrella del triple salto español.
Falleció a los 48 años, el 22 de junio de 2019, tras quince años de lucha contra el cáncer.

## Carrera deportiva
Inició su trayectoria en su ciudad natal, siendo su primer entrenador Luis Ángel Caballero. Su carrera deportiva se desarrolló después en Ávila junto a Raúl Chapado, Roberto Garcinuño, Santiago Moreno y Ángel Hernández. Su club era el Larios, en Madrid. 
Fue la referencia del triple salto en España en la década de los 90, coronándose como campeona de España. Los 17 títulos de campeona de España que logró fueron ocho de campeona nacional bajo techo (1991, 1992, 1993, 1994, 1996, 1997, 1998 y 1999) y nueve al aire libre (1990, 1991, 1992, 1993, 1994, 1995, 1996, 1997 y 1998). Fue plusmarquista nacional de triple salto mejorando ese registro en más de 10 ocasiones y dejando su mejor marca personal en 14,30 metros en exterior (+1,8 m/s, Segovia 1994), y 14,09 metros en interior (Sevilla 1999). Además, obtuvo una marca personal de 6,30 metros en salto de longitud (+1,4, León 1991). 
Fue internacional en 30 ocasiones. Participó en tres Campeonatos del Mundo al aire libre (Stuttgart 1993, Göteborg 1995 y Sevilla 1999) y cuatro en pista cubierta (Sevilla 1991, Toronto 1993 —alcanzando la 6.ª posición—, Barcelona 1995 y París 1997). También compitió en cuatro Campeonatos de Europa en pista cubierta (Génova 1992, París 1994, Estocolmo 1996 y Valencia 1998). También logró la clasificación requerida y formó parte de la Selección Española que representó al país en los Juegos Olímpicos de Atlanta 1996, si bien no tuvo suerte en la clasificación.
Conchi Paredes se retiró en 2004, tras haber sido campeona de España diecisiete veces. Su sucesora como mejor triplista española fue Carlota Castrejana. 
Falleció en 2019 tras quince años luchando contra un cáncer.

## Resultados
| Representando España | Representando España                                      | Representando España    | Representando España | Representando España |
| Año                  | Competición                                               | Lugar                   | Resultado            | Distancia            |
| -------------------- | --------------------------------------------------------- | ----------------------- | -------------------- | -------------------- |
| 1991                 | Campeonato Mundial de Atletismo en Pista Cubierta de 1991 | Sevilla, España         | 10.º                 | 12,73 m              |
| 1992                 | Campeonato Europeo de Atletismo en Pista Cubierta de 1992 | Génova, Italia          | 8.º                  | 13,39 m              |
| 1993                 | Campeonato Mundial de Atletismo en Pista Cubierta de 1993 | Toronto, Canadá         | 6.ª                  | 13,83 m              |
| 1993                 | Campeonato Mundial de Atletismo de 1993                   | Stuttgart, Alemania     | 14.ª                 | 13,38 m              |
| 1994                 | Campeonato Europeo de Atletismo en Pista Cubierta de 1994 | París, Francia          | 17.ª                 | 13,47 m              |
| 1994                 | Campeonato Europeo de Atletismo de 1994                   | Helsinki, Finlandia     | 9.ª                  | 13,68 m              |
| 1995                 | Campeonato Mundial de Atletismo en Pista Cubierta de 1995 | Barcelona, España       | 10.ª                 | 13,46 m              |
| 1995                 | Campeonato Mundial de Atletismo de 1995                   | Goteborg, Suecia        | 18.ª                 | 13,75 m              |
| 1996                 | Campeonato Europeo de Atletismo en Pista Cubierta de 1996 | Estocolmo, Suecia       | 13.ª                 | 13,47 m              |
| 1996                 | Juegos Olímpicos de Atlanta                               | Atlanta, Estados Unidos | --                   | -- m                 |
| 1997                 | Campeonato Mundial de Atletismo en Pista Cubierta de 1997 | París, Francia          | 18.ª                 | 13,26 m              |
| 1997                 | Juegos Mediterráneos de 1997                              | Bari, Italia            | 8.ª                  | 13,23 m              |
| 1998                 | Campeonato Europeo de Atletismo en Pista Cubierta de 1998 | Valencia, España        | 16.º                 | 13,12 m              |
| 1999                 | Campeonato Mundial de Atletismo de 1999                   | Sevilla, España         | --                   | -- m                 |